# Bernardo Brusca

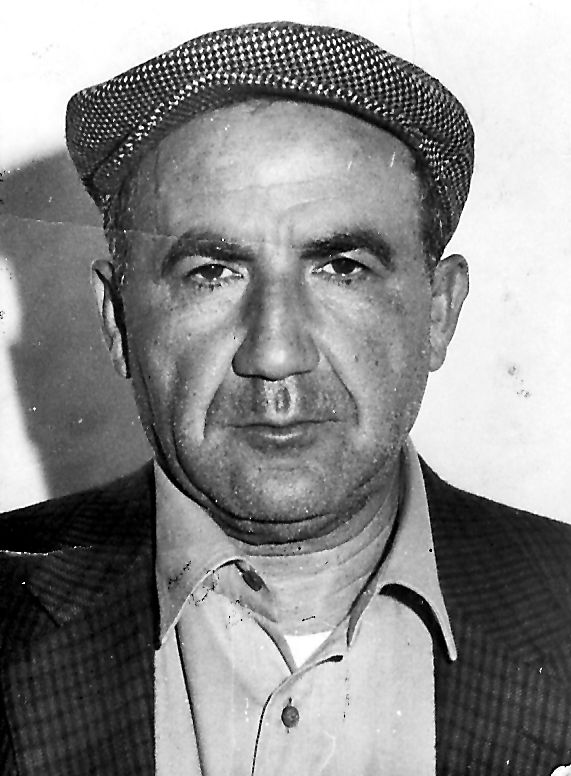
Bernardo Brusca

Bernardo Brusca (San Giuseppe Jato, 9 settembre 1929 – Napoli, 8 dicembre 2000) è stato un mafioso italiano, capo mandamento di San Giuseppe Jato. È uno dei responsabili della Strage di Capaci, in cui il figlio Giovanni fu l'esecutore. Fu anche uno degli imputati al maxiprocesso di Palermo e nel 1987 venne condannato in via definitiva a 23 anni di reclusione insieme a Giuseppe Calò e Salvatore Scaglione.

## Biografia
Alleato fin dai vecchi tempi con il Clan dei Corleonesi di Luciano Liggio e poi con Totò Riina, fu il padre dei mafiosi Enzo Salvatore Brusca e Giovanni Brusca; quest'ultimo, dopo l'arresto del padre nel 1985, lo sostituì come capo mandamento di San Giuseppe Jato. Bernardo Brusca è stato condannato nel maxiprocesso di Palermo a 23 anni di carcere e ha ricevuto complessivamente 7 ergastoli come mandante di numerosi delitti in altri procedimenti giudiziari.
Venne infatti dichiarato colpevole della strage di Capaci, dell'omicidio del magistrato Cesare Terranova, dei commissari Ninni Cassarà e Beppe Montana e dell'omicidio del politico democristiano Salvo Lima insieme a Salvatore Riina, Bernardo Provenzano, Michele Greco e ad altri boss. Fu anche componente della Commissione provinciale di Cosa Nostra. Morì l'8 dicembre 2000 all'ospedale Cardarelli di Napoli.

## Sentenze
- Nel 1987, al maxiprocesso di Palermo, Bernardo Brusca venne condannato a 23 anni di reclusione insieme a Giuseppe Calò e Salvatore Scaglione[4][5].
- Nel 1994 fu condannato all'ergastolo per l'omicidio dei 3 pentiti Salvatore Anselmo, Mario Coniglio e Leonardo Vitale insieme a Salvatore Riina, Bernardo Provenzano, Francesco Madonia, Michele Greco e Giuseppe Calò[6][7].
- Nel 1995, per gli omicidi dei commissari Beppe Montana e Ninni Cassarà, venne condannato nuovamente all'ergastolo insieme a Salvatore Riina, Bernardo Provenzano, Michele Greco e Francesco Madonia.
- Lo stesso anno, nel processo per gli omicidi di Piersanti Mattarella, Pio La Torre, Rosario Di Salvo e Michele Reina gli venne inflitto un ulteriore ergastolo insieme a Salvatore Riina, Bernardo Provenzano, Michele Greco, Giuseppe Calò, Francesco Madonia e Nenè Geraci[8].
- Sempre nello stesso anno, nel processo-stralcio del maxiprocesso per l'omicidio del generale Carlo Alberto Dalla Chiesa, del capo della mobile Boris Giuliano e del professor Paolo Giaccone, fu condannato all'ergastolo insieme a Salvatore Riina, Bernardo Provenzano, Giuseppe Calò, Francesco Madonia, Nenè Geraci e Francesco Spadaro[9].
- Nel 1997, nel processo per la strage di Capaci in cui vennero uccisi il magistrato Giovanni Falcone, la moglie Francesca Morvillo e la scorta (Antonio Montinaro, Vito Schifani, Rocco Dicillo) venne condannato all'ergastolo insieme ai boss Pietro Aglieri, Salvatore Riina, Bernardo Provenzano, Giuseppe Calò, Raffaele Ganci, Nenè Geraci, Benedetto Spera, Benedetto Santapaola, Salvatore Montalto, Giuseppe Graviano e Matteo Motisi[10].
- Lo stesso anno, nel processo per l'omicidio del giudice Cesare Terranova ricevette un altro ergastolo insieme a Salvatore Riina, Michele Greco, Giuseppe Calò, Francesco Madonia e Bernardo Provenzano[11].
- Nel 1998, nel processo per l'omicidio del politico Salvo Lima, venne condannato all'ergastolo insieme a Salvatore Riina, Francesco Madonia, Giuseppe Calò, Giuseppe Graviano, Pietro Aglieri, Salvatore Montalto, Giuseppe Montalto, Salvatore Buscemi, Nenè Geraci, Raffaele Ganci, Giuseppe Farinella, Benedetto Spera, Antonino Giuffrè, Salvatore Biondino, Michelangelo La Barbera, Simone Scalici e Salvatore Biondo[12]. Nel 2003 la Cassazione annullò la condanna all'ergastolo per Pietro Aglieri, Giuseppe Farinella, Giuseppe Graviano e Benedetto Spera mentre confermò le altre condanne.